# Contaminació de l'aigua

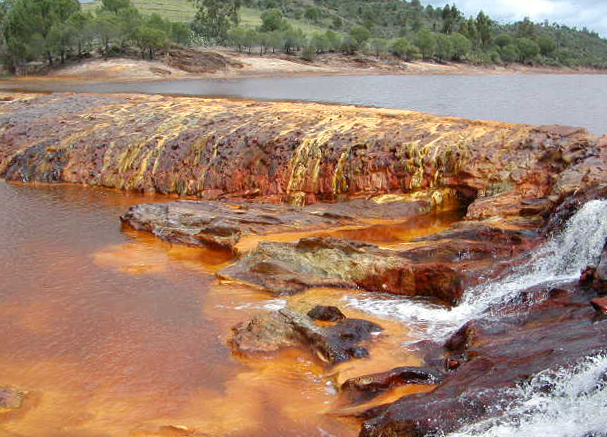
Riu contaminat per la presència de ferro, que li dona un color ataronjat

La contaminació de l'aigua és la contaminació dels cossos d'aigua, generalment com a conseqüència d'activitats humanes. Les masses d'aigua inclouen, per exemple, llacs, rius, oceans, aqüífers i aigües subterrànies. La contaminació de l'aigua resulta quan s'introdueixen contaminants al medi natural. Així es distingeix contaminació per contaminació calorífica, física, química o biològica que afecta l'aigua dolça o salada a la natura. És a dir, és la modificació de les característiques d'unes aigües donades de manera que es provoqui una alteració mesurable d'aquestes, en especial si això comporta un perill de canvi a l'ecosistema al qual pertany o de salut a l'home o d'altres espècies.

## Descripció
Podem dir que l'aigua està contaminada i no potable quan conté una quantitat de residus tòxics o patògens suficients per posar en perill l'organisme humà, provocant-li alguna malaltia o, fins i tot, la mort. Però no tots els tipus o qualsevol nivell de contaminants fa l'aigua no apta per al consum. La contaminació inclou tota mena d'alteracions al medi aquàtic. Pot afectar rius, llacs, aigües subterrànies, mars, etc. Un exemple de contaminació marina seria la contaminació de la mar Mediterrània.
Per exemple, l'alliberament d'aigües residuals tractades inadequadament a les masses d'aigua naturals pot provocar la degradació dels ecosistemes aquàtics. Al seu torn, això pot provocar problemes de salut pública per a les persones que viuen aigües avall. Poden utilitzar la mateixa aigua del riu contaminada per beure, banyar-se o regar. La contaminació de l'aigua és la principal causa mundial de mort i malalties, per exemple per patògens transmesos per l'aigua.
La contaminació de l'aigua es pot classificar com a contaminació en aigües superficials o subterrànies. La contaminació marina i la contaminació per nutrients són un subconjunt de la contaminació de l'aigua. Les fonts de contaminació de l'aigua són fonts puntuals o no puntuals. Les fonts puntuals tenen una causa identificable de la contaminació, com ara un desguàs de tempestes o una depuradora. Les fonts no puntuals són més difuses, com per exemple, l'escorrentia agrícola. La contaminació és el resultat de l'efecte acumulat en el temps. Es poden veure afectades totes les plantes i organismes que visquin o estiguin exposats a masses d'aigua contaminades. Els efectes poden danyar espècies individuals i afectar les comunitats biològiques naturals de les que formen part.
Les causes de la contaminació de l'aigua inclouen una àmplia gamma de productes químics i patògens, així com paràmetres físics. Els contaminants poden incloure substàncies orgàniques i inorgàniques. Les temperatures elevades també poden comportar aigua contaminada. Una causa habitual de la contaminació tèrmica és l'ús de l'aigua com a refrigerant per part de centrals i fabricants industrials. Les elevades temperatures de l'aigua disminueixen els nivells d'oxigen, cosa que pot matar peixos i alterar la composició de la cadena alimentària, reduir la biodiversitat de les espècies i fomentar la invasió de noves espècies termòfiles.
La contaminació de l'aigua es mesura mitjançant l'anàlisi de mostres d'aigua. Es poden realitzar proves físiques, químiques i biològiques. El control de la contaminació de l'aigua requereix infraestructures i plans de gestió adequats. La infraestructura pot incloure plantes de tractament d'aigües residuals. Les plantes de tractament d'aigües residuals i plantes de tractament d'aigües residuals industrials solen ser necessàries per protegir els cossos d'aigua de les aigües residuals no tractades. El tractament de les aigües residuals agrícoles per les granges i el control de l'erosió als llocs de construcció també poden ajudar a prevenir la contaminació de l'aigua. Les solucions basades en la natura són un altre enfocament per prevenir la contaminació de l'aigua. El control efectiu de l'escorrentia urbana inclou la reducció de la velocitat i la quantitat de cabal. Als Estats Units, les millors pràctiques de gestió de la contaminació de l'aigua inclouen enfocaments per reduir la quantitat d'aigua usada en el cicle antròpic i millorar la qualitat de l'aigua.

## Causes
Les causes principals de la contaminació de l'aigua dolça a la Terra pot provenir d'orígens diferents:
- Domèstic: aigües procedents de la neteja personal, la neteja de la llar, etc.

- Agrícola i ramader: aigües contaminades pels adobs i pesticides, i per les deposicions i els purins dels animals de les granges (vegeu també: zona vulnerable).

- Industrial: aigües alterades per residus d'origen diferent, com els residus metàl·lics pesants (mercuri, plom, etc.).

Els residus humans i d'origen animal, quan es barregen amb l'aigua, originen les aigües residuals o fecals. Aquestes aigües han de ser tractades per eliminar tant els residus sòlids com la matèria orgànica que arrosseguen, abans d'abocar-les als rius o a la mar.
Les causes principals de la contaminació de l'aigua salada a la Terra, són generalment provocades pels vaixells, contaminants de metalls pesants produïts per fàbriques, i residus orgànics.
Un tipus molt marcat de contaminació tèrmica industrial de l'aigua és la utilització d'aquesta com a refrigerant en centrals tèrmiques de producció d'energia elèctrica.

## Efectes
Pot causar eutrofització, disminució de l'oxigen a l'aigua, marees roges i marees negres, entre altres efectes. Un dels tipus de contaminació típics és l'aportació de calor, per exemple en fàbriques que recullen l'aigua per a processos industrials i, després, encara que filtrada i purificada, la tornen més calenta. Hi ha reglamentacions que les obliguen a retornar l'aigua en unes condicions tèrmiques i bioquímiques donades i mesurables respecte a les condicions de l'aigua abans de ser utilitzada.
Un altre tipus de contaminació de l'aigua evitable és l'eutrofització o sobrenutrició de les aigües, cosa que provoca l'expansió desmesurada d'algunes espècies (típicament algues) que provoquen la mort de totes les altres.
L'aigua contaminada també pot generar un risc en l'àmbit sanitari per la propagació de microorganismes que puguin ser patògens. Això ho veiem per exemple en la xufa venuda a Ghana, on es van trobar microorganismes relacionats amb la contaminació fecal que van arribar a la planta a través d'aigua de rec o per rentar que estava contaminada.

## Contaminar menys
Tothom pot reduir la contaminació emesa a les aigües amb tractaments sobre les aigües residuals i depuradores d'aigua. També cal regular l'ús i consum d'aigua provinent de rius, llacs i aigües subterrànies; la neteja de vaixells; els fertilitzants agrícoles; etc.
Tots el abocaments urbans, agrícoles o industrials a les aigües continentals, tals com rius, llacs i aigües subterrànies han augmentat tant en els darrers anys que s'ha convertit en un problema de gran importància ja fan impossible l'ús de l'aigua, element essencial en la vida de les persones.

## La autodepuració natural
Tot i que els medis aquàtics reben milers de tones de residus al dia, existeixen uns microorganismes, els bacteris descomponedors, que transformen totes les restes orgàniques de l'aigua en matèria mineral senzilla. Aquesta matèria mineral es dissol o es precipita al fons, retornant a l'aigua la seva claredat i transparència. El problema de veritat sorgeix quan els abocaments com metalls pesants, bacteris patògens i altre substancies contaminants superen la capacitat de la autodepuració dels medis aquàtics, per tant, aquest elements romanen en l'aigua i limiten els seus usos en gran quantitat.

## Indicadors de contaminació
Especies animals, plantes i algues també es modifiquen segons la qualitat del aigua, per això alguns d'ells s'utilitzen com a indicadors de la contaminació del aigua. La demanda bioquímica d'oxigen, DBO, és un indicador que serveix per a mesurar la contaminació de l'aigua per matèria orgànica com la que s'ha indicat en l'apartat anterior. Si no hi ha oxigen, els bacteris no poden descompondre la matèria orgànica i augmenta la contaminació del aigua.

## Problemes de la contaminació de l'aigua
Els efectes que pot produir la contaminació d'aigües poden ser els següents:
- Efectes físics: com la pudor, canvi de color, enterboliment, fermentació, canvi de temperatura.
- Efectes químics: com la disminució de la concentració necessària d'oxigen per a la vida aquàtica.
- Efectes biològics: com la mort de plantes i animals o com la generació de malalties per a les persones (com la criptosporidiosi, provocada per Cryptosporidium parvum[10])